# Hogguer

Hogguer is een van oorsprong Zwitsers geslacht waarvan sommige leden vanaf 1815 tot de Nederlandse adel gingen behoren. De Nederlandse adellijke tak is in 1967 uitgestorven.

## Geschiedenis
De stamreeks begint met Sebastian Högger, wever te Sankt Gallen die daar in 1539 trouwde. In 1713 werden vier broers Hogguer opgenomen in de Zweedse adel met de titel van Friherre. Voor een kleinzoon van een van hen, Daniel (1722-1793), werd die Zweedse titel in 1773 bevestigd. Aan een zoon van Daniel, Jan Willem (1755-1838), werd in 1810 de titel van Russisch baron verleend.
In 1815 werd Paul Iwan Hogguer (1760-1816), verheven in de Nederlandse adel. In 1847 werd Paul Wilhelm Hogguer (1806-1870) ingelijfd in de Nederlandse adel met de titel van baron op allen.

## Enkele telgen
Jacques Christoffel Friherre Hogguer, heer van Bellegarde (1697-1738), werd poorter van Amsterdam, koopman en bankier
- Daniel Friherre Hogguer, Graaf van Bignan (1722-1793), lid Fa. De Weduwe Jacques Christoffel Hogguer & Zoon, bankier, schepen van Amsterdam
  - Jan Willem Friherre en (Russisch) baron Hogguer (1755-1838), diplomaat, gouverneur van Kurland
    - Paul Wilhelm baron Hogguer (1806-1870), officier in Nederlandse dienst
      - Guillaume Gerald baron Hogguer (1846-1911)
        - Andreina Amata Solome barones Hogguer (1889-1967), laatste telg van het Nederlandse geslacht

  - Jhr. Paul Iwan Hogguer (1760-1816), lid firma Hogguer, bankier, schepen en burgemeester van Amsterdam, lid Grote Vergadering van Notabelen